# قطعنامه ۲۸۶ شورای امنیت
قطعنامه ۲۸۶ شورای امنیت سازمان ملل متحد که در تاریخ ۰۹ سپتامبر ۱۹۷۰ تصویب شد، سندی بین‌المللی دربارهٔ وضعیت ایجاد شده بر اثر افزایش حوادثی شامل ربودن هواپیماهای مسافربری و تجاری است. این قطعنامه طی نشست ۱٬۵۵۲ام
تصویب شد.